# 野党 (議会制)
議会制における野党（やとう、英: Parliamentary opposition）、特にウェストミンスター・システムに基づいた議院内閣制における野党には、通常、「公式野党（Official Opposition）」の称号が野党第一党に与えられ、その党首にも同時に「野党指導者（Leader of the Opposition）」の称号が与えられる。
単純小選挙区制の議会においては、デュヴェルジェの法則が2つの大きな政党ないし政党連合による二大政党制を強く促進するため、与党（政権・内閣・行政）と野党との役割が、2つの主要なグループの間で連続して交互に入れ替わる。
比例代表制においては、より複数の政党が議場（議院）に現れる公算が高いため、共有点も少なく、与党に対抗する統一ブロックを形成しようとする欲求も少ない、複数の「野党」を促進しがちである。
長期に渡って単一の党派による支配が続いている組織化の進んだ民主政体（一党優位政党制）においては、議会における野党が名目・形式・体裁だけの平等主義に弱体化され、数値的に弱小な野党の典型例であるシンガポール、長期に渡って議会における不均等を維持したアパルトヘイト体制下の南アフリカ共和国など、民主的なディベートの印象を装うために政権グループによって飼いならされた「野党」が形成される。